# Nicola Giorgi
Nicola Giorgi (Pizzoli, 5 dicembre 1853 – Luino, 15 ottobre 1909) è stato un politico italiano.

## Biografia
Nato a Pizzoli nel 1853 da Domenico e Angela Trocchi, ricchi proprietari, conseguì la laurea in ingegneria, praticando la professione. Si candidò alla Camera dei deputati nelle elezioni politiche del 1886 nel collegio di Aquila, non venendo però eletto; alla successiva tornata elettorale del 1890 accedette invece all'assemblea, ma perse nuovamente alle elezioni del 1892. Morì a Luino nel 1909.